# (5534) 1941 UN
1941 يو أن (ويعرف أيضًا باسم (5534) 1941 يو أن وفق تسمية الكوكب الصغير) (بالإنجليزية: 1941 UN)‏ هو كويكب ضمن حزام الكويكبات؛ وترتيبه 5534 من حيث الاكتشاف.
اكتُشف هذا الجُرم الفلكي بواسطة ليسي أوترما في 15 أكتوبر 1941.

## وصلات خارجية
- (5534) 1941 UN في قاعدة بيانات مختبر الدفع النفاث لأجرام النظام الشمسي الصغيرة

- الاكتشاف · مخطط المدار ·  العناصر المدارية · المعلمات المادية

- (5534) 1941 UN على موقع ويكي سكاي: DSS2, SDSS, GALEX, IRAS, Hydrogen α, X-Ray, Astrophoto, Sky Map, Articles and images